# 爛頭殼
《爛頭殼》是一部關於台灣獨立樂團濁水溪公社的紀錄片，拍攝時間為2000年至2001年，導演為當年就讀政大廣電系的陳德政與毛致新，為兩人畢業製作。2001年八月水晶唱片以VCD形式發行，在市面少量流通，偶爾於小眾場合重映，成為傳說中的電影。
2020年金馬影展舉辦兩場20週年特別放映，重新開啟公眾對《爛頭殼》的興趣，影展結束上架紀實影音平台Giloo。2021年九月適逢影片問世20年，兩位導演放棄智慧財產權，將全片上傳至YouTube，成為文化公共財。

## 拍攝背景
陳德政與毛致新為政大廣電系同班同學，兩人同為搖滾青年，畢業製作決定同組，拍攝一部關於樂團的紀錄片。尋團過程並不順利，在各種藝文場地發放的傳單、BBS張貼的公告遲遲未獲回音，指導老師建議更換主題。
陳德政在著作《我們告別的時刻》中，描述過這段經歷：
一個月很快過去了，釋放出的訊息卻彷彿石沉大海，照理說，樂團創作的風氣已經盛行了好幾年，符合拍攝條件的對象應該不少。也許網路上的貼文被淹沒了，店頭的傳單被移除了，但也有可能，兩個沒沒無聞的大四生，別人對你興趣缺缺。
兩人一度考慮一人彈吉他、一人彈貝斯，再找一名鼓手，組三人樂團拍自己。2000年十月一個夜晚，陳德政接到一名女子的來電，是濁水溪公社主唱柯仁堅（小柯）當時的女友，對方表示在《破報》看到尋團啟事。2000年十月二十九日，主唱與兩位導演約在臺北市大安區師大路的搖滾酒吧地下社會，雙方一拍即合。紀錄片於2000年十一月開拍。

## 劇情簡介

### 2001年VCD文案
|               | 台灣第一部樂團紀錄片，記錄台灣最重要的樂團。 |
| ——引自VCD側標 |                                              |

一部充滿視覺感官暴力與台式文藝青年趣味的樂團公路電影。
拍攝期長達半年多，從台北、高雄、花蓮到墾丁。從練團室、錄音室到聖界、地下社會。期間經歷了總統府前跨年表演、新專輯《臭死了》錄製發行過程、反中國併吞環島巡迴、二二八公園演出，還有最瘋狂的蛇年春天吶喊。
它記錄的不只是濁水溪公社，也記錄了2000年到2001年台灣獨立音樂圈的樣貌。

### 2020年金馬影展本事
世紀末，島國結束了五十年國民黨統治，新總統宣誓就職前，亂彈、五月天、脫拉庫、四分衛在金曲獎同台演出，振臂高呼：「樂團的時代來臨了！」
這一切，和濁水溪公社似乎沒有關係。這支由台大學生左派和小柯籌組的龐克樂隊，總將態度擺在技術前面，他們剛在墾丁的舞台點燃了一場暴動，而90年代初期即活躍於各種地下文化現場的濁水溪公社，也在經典專輯《台客的復仇》發行後，在世紀之交走到一個重要的十字路口......
《爛頭殼》是兩個政大學生的畢業製作，2000年底一通神秘的電話，把兩人捲入了濁水溪公社成軍來最動盪的一年—總統府前跨年演出樂迷被吉他砸傷、反中國併吞演唱會引起軒然大波的政治行動劇，乃至蛇年春天吶喊那場砸琴縱火的表演。
適逢20週年之際重映，新一代獨立樂迷也能掉入當年那個風風火火的地下搖滾圈子，推開傳說中水晶唱片、聖界和地下社會的門，重溫一個真誠而躁動的時代，也重新認識這個台灣樂團史上最危險的樂團。

## 影片結構
《爛頭殼》引用濁水溪公社三首歌的歌詞，全片分為三個段落，三首歌依序來自前三張專輯：
|                                    | 樹上開著杜鵑 白雲飄過窗前 可是我只能躺在床上打手槍 |
| ——卡通手槍《肛門樂慾期作品輯》1995 |                                                    |

|                                | 有什麼理由 有什麼訴求 起毛不爽放屎放不出 |
| ——農村出事情《台客的復仇》1999 |                                          |

|                          | 雖然有阻礙 也有是非 好漢一條心 |
| ——天機妙算《臭死了》2001 |                                |

## 片名
濁水溪公社英文團名為「Loh Tsui Kweh Commune」（前三字為濁水溪的台語發音），簡稱LTK；片名以三個母音延伸，取名《爛頭殼》（L.T.K.）。

## 人物角色

### 濁水溪公社
| 綽號   | 本名   | 備註                                           |
| ------ | ------ | ---------------------------------------------- |
| 小柯   | 柯仁堅 | 主唱兼吉他手，1990年入團，濁水溪公社詞曲創作者 |
| 左派   | 蔡海恩 | 吉他手兼團長，1989年創團，濁水溪公社詞曲創作者 |
| 阿熾   | 陳俊熾 | 貝斯手，2000年入團，身兼1976樂團貝斯手         |
| Robert | 任柏璋 | 鼓手，1996年入團，身兼楊乃文鼓手               |

### 其他人物
除了濁水溪公社，《爛頭殼》捕捉到千禧年間，活躍於台灣地下音樂圈與次文化場景的身影，包括：夾子電動大樂隊、1976樂團主唱阿凱、阿飛西雅吉他手小花、閃靈樂團主唱Freddy與貝斯手Doris、無政府樂團主唱愛吹倫與吉他手賣冰仔、脫拉庫樂團主唱國璽與鼓手小凡、黃大旺、海豚樂隊、廢物樂隊、水晶唱片創辦人任將達、春天吶喊創辦人Jimi。

## 取景地點
台北
- 譜麗音錄音室
- 總統府前廣場
- 地下社會
- 玩家練團室
- 聖界
- 台北車站
- 二二八公園
- 水晶唱片
- 麥當勞濟南店
- 松山機場

高雄
- 高雄車站
- 八重洲 Live House
- 六合夜市
- 小港機場

台東
- 台東新站

花蓮
- Di-Da-Di Disco Pub
- 花蓮車站

屏東
- 墾丁六福山莊

## 曲目列表
1. 借問
2. 臭死了
3. 詛咒
4. 卡通手槍
5. 現在的社會
6. 台灣獨立軍
7. 塑膠世界
8. 愛拚才會贏 + 爛芭樂
9. 孔雀開屏
10. 博頭殼
11. 相幹來解運
12. 那魯灣
13. 平交道
14. 加味人參姑嫂丸
15. 明顯的所在
16. 天機妙算
17. 強姦殺人
18. 沾到黑油的肉鯽仔
19. 農村出事情

## 發行
政大廣電畢展結束，水晶唱片創辦人任將達聯繫兩位導演，表明發行意願。濁水溪公社創團吉他手左派於影片殺青後離團，主唱小柯藉由紀錄片發行，整理樂團成軍來的影像資料與大事紀，成為VCD的附加收錄。
《爛頭殼》於2001年八月上市，鋪貨於唱片行與獨立書店，目錄編號為CVD1001，由當時替水晶唱片設計《搖滾客》雜誌的王志弘負責美術設計，內頁復刻濁水溪公社就讀台大時出版的《苦悶報》，其他收錄文章包括：
- On The Road, With A Band（導演的發行語）
- 哀生民之多艱（濁水溪公社的發行感言）
- 濁水溪公社92宣言—射殺鋼琴師
- 致全國青年公開信—花蕊望早春
- 濁水溪公社在95年破爛節之新生活運動
- 水腦病患小阿志和第三世界革命的崛起衰敗—濁水溪公社的武裝暴動土製音樂劇場
- 濁水溪公社1989年至2001年大事紀

VCD因容量限制，分AB兩片，收錄內容為：
A《爛頭殼》上
B《爛頭殼》下
濁水溪公社十年表演精選：
- 土製手工音樂期：1992年台大視聽小劇場（收錄〈理性老二〉）
- 農村武裝工廠暴動實驗期：1995年破裂音樂節、後工業藝術祭破爛節、SCUM（收錄〈流鼻涕〉、〈恰似你的溫柔〉）
- 現場即興行動劇期：1998年—2000年VIBE、2000年野台開唱（收錄〈勸〉）
- 1995年—2000年春天吶喊（收錄〈酸仔乾〉）

## 播映
- 2001年五月：政大廣電畢展（主持人吳翠珍教授、講評人沈可尚導演）
- 2001年八月：地下社會、台中黑洞茶坊、台南誠品音樂館、羅東運動公園搖滾擂台現場攤位（VCD發行巡迴播映）
- 2001年九月：台北誠品音樂館（座談來賓濁水溪公社小柯、夾子電動大樂隊小應）
- 2005年七月：海洋音樂影展
- 2005年九月：政大藝文中心 紀實觀點大接力
- 2005年十月：台東鐵道藝術村 軌距音樂電影節
- 2008年三月：台藝大搖滾影展
- 2011年五月：台大音樂電影節10週年放映
- 2011年十二月：臥龍微型影展
- 2015年十一月：南藝大烏山頭影展[11]
- 2016年四月：台南全美戲院 傲！少年影展[12]
- 2020年十一月：金馬影展20週年放映[3]
- 2021年二月：新北市府中15 樂聲樂影[13]
- 2021年三月：高雄市電影館 大港開唱前夜祭[14]
- 2021年十一月：南方影展 南方有貴人[15]

## 評價
陳珊妮在2020年金音獎頒獎典禮稱《爛頭殼》為：「台灣搖滾樂最重要的紀錄片。」
策展人、地下文化觀察者羅悅全在評論中寫道：「《爛頭殼》是一部台灣玩團青年生活寫實，但紀錄內容不是默默無名的樂團，而是在台灣地下樂團中享譽盛名兼臭名的濁水溪公社。雖然這是部樂迷拍給樂迷看的紀錄片，即使觀者對濁水溪公社毫無所悉，也可以從片中得到某程度劇情片的趣味，順便了解台灣地下音樂的風景。」
拍謝少年鼓手謝宗翰表示：「《爛頭殼》記錄了濁水溪公社以歌曲撼動議題的精神，至今仍持續影響拍謝少年的音樂與思想。」
呱吉的觀後感為：「雖然是個平鋪直述的紀錄片，卻有很棒的戲劇層次，記錄下了濁團一段微妙又感人的歷史。」
林生祥在觀影後寫道：「走出戲院的時候，點了兩根菸，心裡覺得是告別儀式。」

## 外部連結
- 爛頭殼（導演公開版） （页面存档备份，存于）
- 爛頭殼預告片 （页面存档备份，存于）
- 爛頭殼金馬影展映後座談 （页面存档备份，存于）
- 爛頭殼｜金馬影展 （页面存档备份，存于）
- 爛頭殼｜Giloo紀實影音 （页面存档备份，存于）
- 開眼電影網上《爛頭殼》的資料（繁體中文）
- 互联网电影数据库（IMDb）上《爛頭殼》的资料（英文）